# Josef Breitenbaumer
Josef Breitenbaumer (* 12. August 1893 in Rading, Roßleithen; † 6. Februar 1974 in Linz) war ein oberösterreichischer Politiker (SPÖ) und Beamter. Breitenbaumer war zwischen 1945 und 1949 Abgeordneter zum Oberösterreichischen Landtag.
Breitenbaumer war zwischen 1939 und 1941 sowie von 1945 bis 1951 Angestellter des Linzer Arbeitsamtes. Ab November 1945 hatte er die Funktion des Amtsleiters inne. Breitenbaumer vertrat die SPÖ zwischen dem 13. Dezember 1945 und dem 4. November 1949 (XVI. Gesetzgebungsperiode) im Oberösterreichischen Landtag.